# Szkoła Podstawowa nr 3 im. Jana Christiana Ruberga w Lędzinach
Szkoła Podstawowa nr 3 im. Jana Christiana Ruberga – szkoła podstawowa w Lędzinach. Powstała 5 maja 1963 roku.

## O szkole
5 maja 1963 roku w Lędzinach powstała szkoła podstawowa – wcześniej nazywana „Tysiąclatką”. W tym okresie bardzo dobrze rozwijało się górnictwo. Po II Wojnie Światowej rozbudowano kopalnię „Ziemowit”. Spowodowało to przyjazd do Lędzin wielu nowych mieszkańców. Szkoły zaczęły się przepełniać, dlatego zaczęto budować nową placówkę. Budynek powstał głównie ze środków społecznych KWK „Ziemowit” i  mieścił 11 sal wykładowych, 2 sale specjalne, salę gimnastyczną z pomieszczeniem świetlicowym i biblioteką. Szkołę nazwano imieniem Klemensa Szewczyka.
Pierwszym dyrektorem został Jan Górski. W 1996 roku zaczęto rozbudowę o nowe skrzydło. Przybyły szatnie oraz 6 nowych sal lekcyjnych. 4 lata później szkoła została przekształcona w sześcioklasową szkołę podstawową, a następnie otrzymała nowego patrona Jana Christiana Ruberga oraz sztandar.

## Osiągnięcia
Szkoła Podstawowa nr 3 wielokrotnie brała udział w międzynarodowym konkursie „Odyseja Umysłu”. Reprezentujące drużyny zdobyły wiele osiągnięć m.in. kilkukrotną wygraną w eliminacjach regionalnych oraz finałach krajowych. W 2017 roku jedna z uczestniczących drużyn przeszła do finałów światowych odbywających się w Michigan. Uczniowie oraz ich trenerzy polecieli do Stanów Zjednoczonych, gdzie zajęli 10 miejsce.

## Dyrektorzy
- 1963–1985. Jan Górski.
- 1985–1990. Maria Kowalczyk.
- 1991–1996. Anna Ryguła.
- 1996–2004. Grzegorz Szarowski.
- 2004–2008. Joanna Pieklak.
- 2008–2013. Elżbieta Ostrowska.
- 2013–2018. Małgorzata Szeligiewicz.
- od 2018. Marta Poprawska-Rak[1].

## Absolwenci
- 1960 – prof. Andrzej Noras.
- 1967 – mgr inż. Gerard Szyja.
- 1969 – mgr farmacji Renata Ścierska.
- 1970 – mgr teologii Marek Noras.
- 1972 – mgr inż. arch. Grzegorz Freitag.
- 1972 – mgr filologii polskiej Wojciech Strauch.
- 1973 – mgr inż. Damian Gąszcz[3].